# FG Seckbach 02
FG Seckbach 02 is een Duitse voetbalclub uit het Frankfurtse stadsdeel Seckbach.

## Geschiedenis
De club werd op 25 mei 1902 opgericht als FC Kornblume, de naam werd gekozen omdat het een van de lievelingsbloemen van de keizer was. Op 29 augustus 1903 werd de huidige naam aangenomen. Een jaar later sloot de club zich bij de Zuid-Duitse voetbalbond aan en ging daar in de C-klasse spelen. In 1910 promoveerde de club naar de B-klasse. Tijdens de Eerste Wereldoorlog lagen de activiteiten stil, vele leden keerden niet terug van de oorlog. Na de oorlog werd de club in de A-klasse ingedeeld en werd daar kampioen, waardoor ze promoveerden naar de hoogste klasse van de Noordmaincompetitie. Tegen grote clubs als het nieuwe Eintracht Frankfurt, Frankfurter FC Germania 1894 en Viktoria Aschaffenburg had de club geen verhaal en eindigde afgetekend laatste. Doordat de Noordmaincompetitie opging in de nieuwe Maincompetitie, en daar aanvankelijk uit vier reeksen bestond, bleef de club gespaard van degradatie. In het tweede seizoen bij de elite eindigde de club opnieuw laatste, zij het nu gedeeld met VfB Friedberg. Hierna slaagde de club er niet meer in terug te keren op het hoogste niveau.
Na de Tweede Wereldoorlog werden alle Duitse organisaties ontbonden. In gemeenten met minder dan 10.000 inwoners mocht er maar één nieuwe club komen. Alle voormalige clubs werden nu samengebracht als SG Seckbach. Op 17 juli 1946 werd de club opnieuw zelfstandig onder de oorspronkelijke naam. De club zakte weg naar de lagere reeksen.